# Finansministre fra Danmark
Dette er en liste over ministre for Finansministeriet.
| Portræt                      | Finansminister               | Parti                       | Tiltrædelse | Afgang     | Regeringer |
| ---------------------------- | ---------------------------- | --------------------------- | ----------- | ---------- | --- |
| A.W. Moltke                  | A.W. Moltke                  | Partiløs                    | 22.03.1848  | 16.11.1848 | Ministeriet Moltke I                                                                                           |
| W.C.E. Sponneck              | W.C.E. Sponneck              | Partiløs                    | 16.11.1848  | 12.12.1854 | Ministeriet Moltke II, Ministeriet Moltke III, Ministeriet Moltke IV, Ministeriet Bluhme I, Ministeriet Ørsted |
| C.C.G. Andræ                 | C.C.G. Andræ                 | Bondevennernes Selskab      | 12.12.1854  | 10.07.1858 | Ministeriet Bang, Ministeriet Andræ, Ministeriet Hall I                                                        |
| A.F. Krieger                 | A.F. Krieger                 | De Nationalliberale         | 10.07.1858  | 06.05.1859 | Ministeriet Hall I                                                                                             |
| C.E. Fenger                  | C.E. Fenger                  | Partiløs                    | 06.05.1859  | 02.12.1859 | Ministeriet Hall I                                                                                             |
| R. Westenholz                | R. Westenholz                | Partiløs                    | 02.12.1859  | 24.02.1860 | Ministeriet Rotwitt                                                                                            |
| C.E. Fenger                  | C.E. Fenger                  | Partiløs                    | 24.02.1860  | 31.12.1863 | Ministeriet Hall II                                                                                            |
| D.G. Monrad                  | D.G. Monrad                  | De Nationalliberale         | 31.12.1863  | 11.07.1864 | Ministeriet Monrad                                                                                             |
| Christian Georg Nathan David | Christian Georg Nathan David | Partiløs                    | 11.07.1864  | 06.11.1865 | Ministeriet Bluhme II                                                                                          |
| C.A. Fonnesbech              | C.A. Fonnesbech              | Partiløs                    | 06.11.1865  | 28.05.1870 | Ministeriet Frijs                                                                                              |
| C.E. Fenger                  | C.E. Fenger                  | Partiløs                    | 28.05.1870  | 25.03.1872 | Ministeriet Holstein-Holsteinborg                                                                              |
| A.F. Krieger                 | A.F. Krieger                 | De Nationalliberale         | 25.03.1872  | 20.06.1874 | Ministeriet Holstein-Holsteinborg                                                                              |
| C.A. Fonnesbech              | C.A. Fonnesbech              | Partiløs                    | 14.07.1874  | 11.06.1875 | Ministeriet Fonnesbech                                                                                         |
| J.B.S. Estrup                | J.B.S. Estrup                | Højre                       | 11.06.1875  | 07.08.1894 | Ministeriet Estrup                                                                                             |
| C.D. Lüttichau               | C.D. Lüttichau               | Højre                       | 07.08.1894  | 23.05.1897 | Ministeriet Reedtz-Thott                                                                                       |
| Hugo Egmont Hørring          | Hugo Egmont Hørring          | Højre                       | 23.05.1897  | 27.04.1900 | Ministeriet Hørring                                                                                            |
| H. William Scharling         | H. William Scharling         | Højre                       | 27.04.1900  | 24.07.1901 | Ministeriet Sehested                                                                                           |
| Christopher F. Hage          | Christopher F. Hage          | Venstre                     | 24.07.1901  | 14.01.1905 | Ministeriet Deuntzer                                                                                           |
| Vilhelm Herman Lassen        | Vilhelm Herman Lassen        | Venstre                     | 14.01.1905  | 06.04.1908 | Regeringen Christensen l                                                                                       |
| J.C. Christensen             | J.C. Christensen             | Venstre                     | 06.04.1908  | 24.07.1908 | Regeringen Christensen l                                                                                       |
| Niels Neergaard              | Niels Neergaard              | Venstre                     | 24.07.1908  | 12.10.1908 | Regeringen Christensen ll                                                                                      |
| Charles Brun                 | Charles Brun                 | Partiløs                    | 12.10.1908  | 16.08.1909 | Ministeriet Neergaard I                                                                                        |
| Niels Neergaard              | Niels Neergaard              | Venstre                     | 16.08.1909  | 28.10.1909 | Ministeriet Holstein-Ledreborg                                                                                 |
| Edvard Brandes               | Edvard Brandes               | Det Radikale Venstre        | 28.10.1909  | 05.07.1910 | Ministeriet Zahle I                                                                                            |
| Niels Neergaard              | Niels Neergaard              | Venstre                     | 05.07.1910  | 21.06.1913 | Ministeriet Klaus Berntsen                                                                                     |
| Edvard Brandes               | Edvard Brandes               | Det Radikale Venstre        | 21.06.1913  | 29.03.1920 | Ministeriet Zahle II                                                                                           |
| H.P. Hjerl Hansen            | H.P. Hjerl Hansen            | Udenfor partierne           | 30.03.1920  | 05.04.1920 | Ministeriet Otto Liebe                                                                                         |
| A.M. Koefoed                 | A.M. Koefoed                 | Udenfor partierne           | 05.04.1920  | 05.05.1920 | Ministeriet M.P. Friis                                                                                         |
| Niels Neergaard              | Niels Neergaard              | Venstre                     | 05.05.1920  | 23.04.1924 | Ministeriet Neergaard II                                                                                       |
| C.V. Bramsnæs                | C.V. Bramsnæs                | Socialdemokratiet           | 23.04.1924  | 14.12.1926 | Ministeriet Thorvald Stauning I                                                                                |
| Niels Neergaard              | Niels Neergaard              | Venstre                     | 14.12.1926  | 30.04.1929 | Ministeriet Madsen-Mygdal                                                                                      |
| C.V. Bramsnæs                | C.V. Bramsnæs                | Socialdemokratiet           | 30.04.1929  | 31.05.1933 | Ministeriet Thorvald Stauning II                                                                               |
| H.P. Hansen                  | H.P. Hansen                  | Socialdemokratiet           | 31.05.1933  | 20.07.1937 | Ministeriet Thorvald Stauning II                                                                               |
| Vilhelm Buhl                 | Vilhelm Buhl                 | Socialdemokratiet           | 20.07.1937  | 16.07.1942 | Ministeriet Thorvald Stauning II & III                                                                         |
| Alsing Andersen              | Alsing Andersen              | Socialdemokratiet           | 16.07.1942  | 09.11.1942 | Regeringen Vilhelm Buhl I                                                                                      |
| K.H. Kofoed                  | K.H. Kofoed¹                 | Det Radikale Venstre        | 09.11.1942  | 05.05.1945 | Regeringen Scavenius                                                                                           |
| H.C. Hansen                  | H.C. Hansen                  | Socialdemokratiet           | 05.05.1945  | 07.11.1945 | Regeringen Vilhelm Buhl II                                                                                     |
| Thorkil Kristensen           | Thorkil Kristensen           | Venstre                     | 07.11.1945  | 13.11.1947 | Regeringen Knud Kristensen                                                                                     |
| H.C. Hansen                  | H.C. Hansen                  | Socialdemokratiet           | 13.11.1947  | 16.09.1950 | Regeringen Hans Hedtoft I                                                                                      |
| Viggo Kampmann               | Viggo Kampmann               | Socialdemokratiet           | 16.09.1950  | 30.10.1950 | Regeringen Hans Hedtoft I                                                                                      |
| Thorkil Kristensen           | Thorkil Kristensen           | Venstre                     | 30.10.1950  | 30.09.1953 | Regeringen Erik Eriksen                                                                                        |
| Viggo Kampmann               | Viggo Kampmann               | Socialdemokratiet           | 30.09.1953  | 31.03.1960 | Regeringen Hans Hedtoft II, Regeringen H.C. Hansen I & II, Regeringen Viggo Kampmann I                         |
| Kjeld Philip                 | Kjeld Philip                 | Det Radikale Venstre        | 31.03.1960  | 07.09.1961 | Regeringen Viggo Kampmann I & II                                                                               |
| Hans R. Knudsen              | Hans R. Knudsen              | Socialdemokratiet           | 07.09.1961  | 04.11.1962 | Regeringen Viggo Kampmann I, Regeringen Jens Otto Krag I                                                       |
| Poul Hansen                  | Poul Hansen                  | Socialdemokratiet           | 15.11.1962  | 24.08.1965 | Regeringen Jens Otto Krag I & II                                                                               |
| Henry Grünbaum               | Henry Grünbaum               | Socialdemokratiet           | 24.08.1965  | 02.02.1968 | Regeringen Jens Otto Krag II                                                                                   |
| Poul Møller                  | Poul Møller                  | Det Konservative Folkeparti | 02.02.1968  | 17.03.1971 | Regeringen Hilmar Baunsgaard                                                                                   |
| Erik Ninn-Hansen             | Erik Ninn-Hansen             | Det Konservative Folkeparti | 17.03.1971  | 11.10.1971 | Regeringen Hilmar Baunsgaard                                                                                   |
| Henry Grünbaum               | Henry Grünbaum               | Socialdemokratiet           | 11.10.1971  | 19.12.1973 | Regeringen Jens Otto Krag III & Regeringen Anker Jørgensen I                                                   |
| Anders Andersen              | Anders Andersen              | Venstre                     | 19.12.1973  | 13.02.1975 | Regeringen Poul Hartling                                                                                       |
| Knud Heinesen                | Knud Heinesen                | Socialdemokratiet           | 13.02.1975  | 26.10.1979 | Regeringen Anker Jørgensen II & III                                                                            |
| Svend Jakobsen               | Svend Jakobsen               | Socialdemokratiet           | 26.10.1979  | 30.12.1981 | Regeringen Anker Jørgensen IV                                                                                  |
| Knud Heinesen                | Knud Heinesen                | Socialdemokratiet           | 30.12.1981  | 10.09.1982 | Regeringen Anker Jørgensen V                                                                                   |
| Henning Christophersen       | Henning Christophersen       | Venstre                     | 10.09.1982  | 23.07.1984 | Regeringen Poul Schlüter I                                                                                     |
| Palle Simonsen               | Palle Simonsen               | Det Konservative Folkeparti | 23.07.1984  | 31.10.1989 | Regeringen Poul Schlüter I, II & III                                                                           |
| Henning Dyremose             | Henning Dyremose             | Det Konservative Folkeparti | 31.10.1989  | 25.01.1993 | Regeringen Poul Schlüter III & IV                                                                              |
| Mogens Lykketoft             | Mogens Lykketoft             | Socialdemokratiet           | 25.01.1993  | 21.12.2000 | Regeringen Poul Nyrup Rasmussen I, II, III & IV                                                                |
| Pia Gjellerup                | Pia Gjellerup                | Socialdemokratiet           | 21.12.2000  | 27.11.2001 | Regeringen Poul Nyrup Rasmussen IV                                                                             |
| Thor Pedersen                | Thor Pedersen                | Venstre                     | 27.11.2001  | 23.11.2007 | Regeringen Anders Fogh Rasmussen I & II                                                                        |
| Lars Løkke Rasmussen         | Lars Løkke Rasmussen         | Venstre                     | 23.11.2007  | 07.04.2009 | Regeringen Anders Fogh Rasmussen III                                                                           |
| Claus Hjort Frederiksen      | Claus Hjort Frederiksen      | Venstre                     | 07.04.2009  | 03.10.2011 | Regeringen Lars Løkke Rasmussen I                                                                              |
| Bjarne Corydon               | Bjarne Corydon               | Socialdemokraterne          | 03.10.2011  | 28.06.2015 | Regeringen Helle Thorning-Schmidt I & Regeringen Helle Thorning-Schmidt II                                     |
| Claus Hjort Frederiksen      | Claus Hjort Frederiksen      | Venstre                     | 28.06.2015  | 28.11.2016 | Regeringen Lars Løkke Rasmussen II                                                                             |
| Kristian Jensen              | Kristian Jensen              | Venstre                     | 28.11.2016  | 27.06.2019 | Regeringen Lars Løkke Rasmussen III                                                                            |
| Nicolai Wammen               | Nicolai Wammen               | Socialdemokratiet           | 27.06.2019  |            | Regeringen Mette Frederiksen & Regeringen Mette Frederiksen II                                                 |

Note: ¹ Regeringen indgav 29. august 1943 sin afskedsbegæring til kongen og ophørte samtidig med at fungere. 30. august 1943 – 5. maj 1945 var derfor departementschefstyre, hvor ministeriernes departementschefer administrerede deres respektive sagområder.
Viggo Kampman er den finansminister i Danmarkshistorien, der har siddet som finansminister i såvel den korteste som den længste periode. Den korteste udgjorde 44 dage.